# Wiener Stadtbank

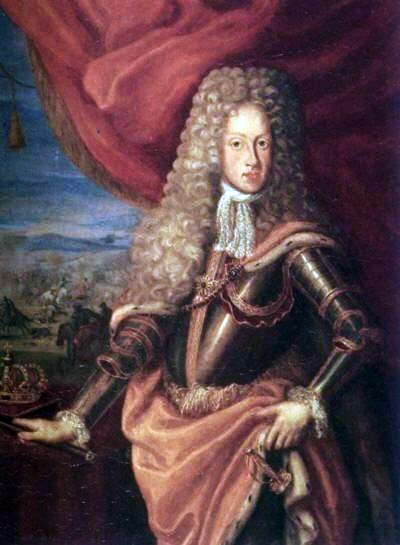
Józef I Habsburg

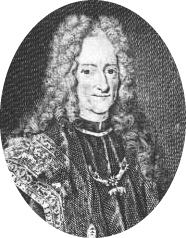
Gundaker Thomas Starhemberg

Wiener Stadtbank („Wiedeński Bank Miejski”) – pierwszy państwowy bank w Austrii. 
Założył go w roku 1705 Józef I Habsburg w celu uregulowania finansów monarchii. Pierwszym jego dyrektorem został hrabia Gundaker Thomas Starhemberg. Za następnych cesarzy rozmyślano o przekształceniu go w instytucję obejmującą swym działaniem cały Imperium Habsburgów jednak bez powodzenia.